# Timothy Doner
Timothy Doner (becenevén Tim) (Manhattan, New York, 1995. október 25. –) amerikai férfi, az egyik legfiatalabb (jelenleg 29 éves) poliglott (többnyelvű), aki már legalább 23 nyelven beszél.

## Kivételes tudása
Ő tartja a világcsúcsot, a Legfiatalabb többnyelvű ember rekorddal. Nagy érdeklődést keltett saját youtube-os csatornájának nézői körében. A THNKR tehetségkutató youtube-os csatorna szerkesztői is felfigyeltek rá, és készítettek egy rövid dokumentumfilmet életéről. Számos rádióshow-ban szerepelt már. New Yorkban él.
Franciával és latinnal kezdte, aztán a héber következett, majd eljutott az arab, szuahéli, pastu nyelv megtanulásához, teljesen autodidakta módon.